# Davorin Savnik

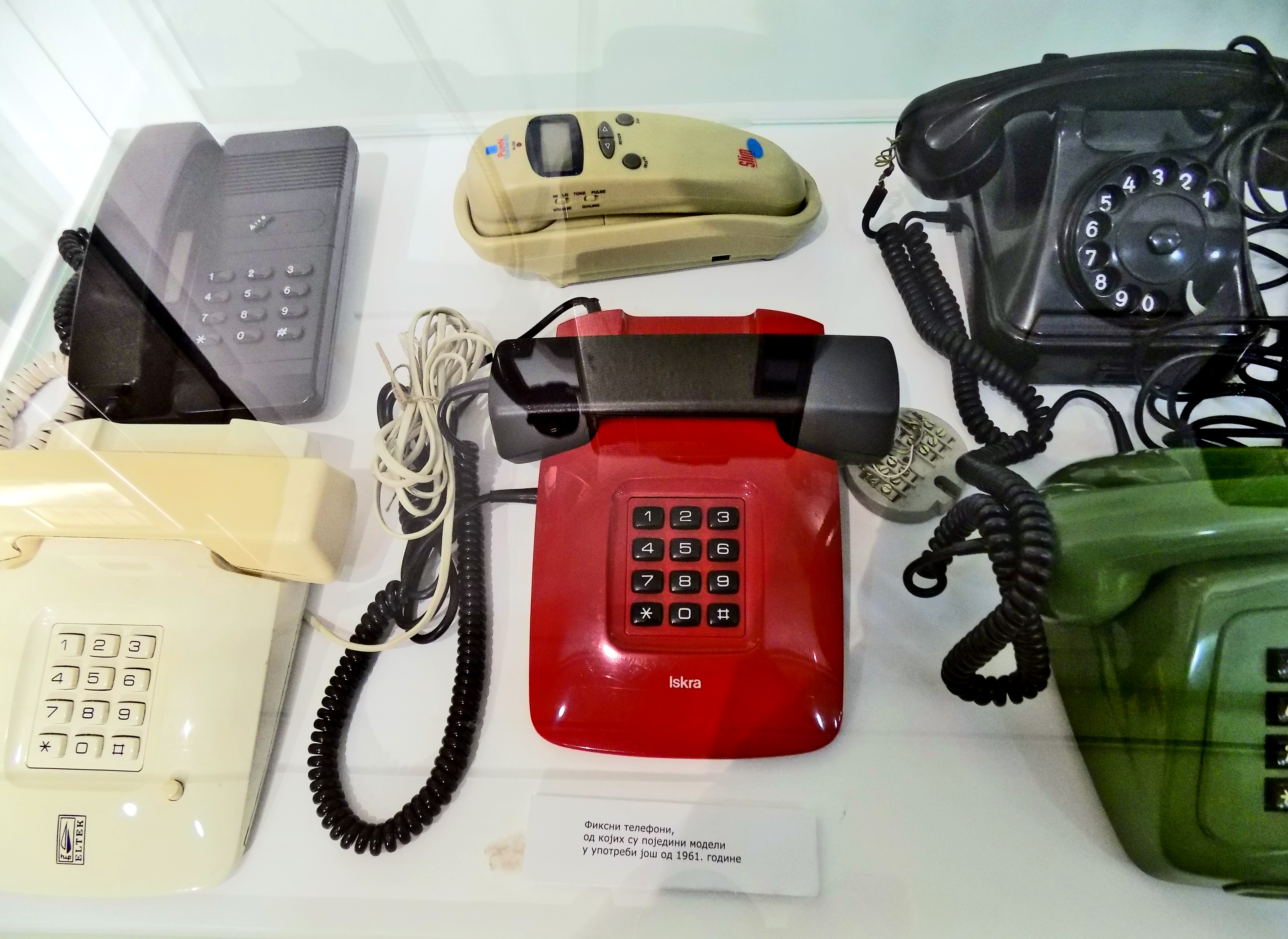
Jeden z telefonów Iskry w Muzeum PTT w Belgradzie

Davorin Savnik (ur. 7 września 1929 w Kranju, zm. 14 kwietnia 2014 tamże) – słoweński architekt i projektant wzorów przemysłowych.
Studiował na wydziale architektury, inżynierii lądowej i geodezji, a także na akademii muzycznej w Lublanie. Następnie uczył się w wyższej szkole wzornictwa przemysłowego w Gottwaldovie. Dokształcał się również w Wielkiej Brytanii, Włoszech i USA. W latach 1948–1957 zajmował się muzyką.
Od 1958 (lub 1959) roku pracował w firmie Iskra, początkowo (do 1961 roku) w oddziale w Kranju. W 1962 roku został kierownikiem nowo utworzonego działu wzornictwa przemysłowego tej firmy, który był pierwszym takim działem w Jugosławii. W Iskrze pracował do 1973 roku, po czym został niezależnym projektantem. Zaprojektował m.in. telefon ETA 80, który był najpopularniejszym produktem tej firmy i był eksportowany do wielu państw, a w 2010 roku trafił na wystawę w Museum of Modern Art w Nowym Jorku.
Zaprojektował wiele urządzeń audiowizualnych i telekomunikacyjnych, a także urządzeń elektromedycznych, sprzętów AGD i innych. W 1966 roku otrzymał nagrodę funduszu Prešerena, a w 1979 roku został nagrodzony przez BIO i Stuttgart Design Center. Był również nagradzany przez japońskie ministerstwo handlu i przemysłu oraz zdobył złoty medal targów w Brnie. Został również nagrodzony na targach w Hanowerze. Łącznie otrzymał 260 nagród, zarówno w Słowenii, jak i za granicą.